# Ideendrama
Als Ideendrama bezeichnet man in der Literaturwissenschaft eine Art des Dramas, in dessen Handlung eine philosophische Idee in Form einer Weltanschauung herausgearbeitet wird. 
Allgemein könnte man den Begriff auch philosophiegeschichtlich verwenden, wenn verschiedene Denker sich mit den Ideen anderer Philosophen intensiv auseinandersetzen und dabei eine Gedankenentwicklung mit kritischem Bezug stattfindet. Um den Zuschauer bzw. Leser vollständig auf die Idee zu lenken, verzichtet der Dramatiker meist auf genaue Beschreibungen des Personals oder der Umgebung. Dieses Drama fand vor allem um das Jahr 1800 viel Verwendung.

## Beispiele
- Lessing: Nathan der Weise (Idee vom Wahrheitsanspruch der Religionen und der Toleranz)
- Schiller: Don Karlos (Idee vom Streben nach Freiheit und Humanität, Widerstreit zwischen persönlichen Neigungen und politischen und gesellschaftlichen Pflichten und Zwängen), Maria Stuart
- Goethe: Iphigenie auf Tauris (Idee von der Menschlichkeit und dem Vertrauen auf das Gute)